# ヨハネス・フォウクトマン
ヨハネス・フォウクトマン（Johannes Voigtmann、1992年9月30日-） は、ユーロリーグのオリンピア・ミラノに所属するドイツのプロバスケットボール選手。フォウクトマンはドイツのナショナルチームの代表メンバーでもある。

## プロとしてのキャリア
2024年8月14日、ユーロリーグとBBLに所属するバイエルン・ミュンヘンへ3年契約で加入すると発表された。